# Ieremia Chiricenco
Ieremia Chiricenco a fost un politician moldovean, ales în Sfatul Țării. 

## Sfatul Țării
Ieremia Chiricenco, de naționalitate ucrainean, a fosf ales în Sfatul Țării de Societatea ucraineană din Ismail.